# 千葉卓朗
千葉 卓朗（ちば たくろう、1934年3月8日 - 2011年5月31日）は、日本のフェンシング選手、指導者、政治家。宮城県本吉郡本吉町長（4期）。

## 来歴
宮城県本吉郡本吉町（現在の気仙沼市）津谷松岡出身。実家は味噌醤油で知られるカネセン徳田屋。宮城県仙台第一高等学校、明治大学卒業。
仙台一高ではフェンシング部を創設。大学時代には、全日本選手権エペ3位、フルーレ5位の成績を収めている。
1955年、宮城県鼎が浦高等学校フェンシング班コーチに就任。同校にフェンシング同好会を発足させた顧問と共に、鼎が浦高校を宮城県高校総体団体・個人優勝に、さらにインターハイ団体優勝、1958年には4連覇に導いた。教え子には1964年東京オリンピック出場の大和田智子などがいる。
1958年、全日本フェンシング選手権大会個人フルーレで優勝した。
1979年、本吉町長に就任（第7～10代。4期16年）。町内全行政区で自治会組織である「振興会」の組織化を進めた。
1990年、宮城インターハイ（フェンシング競技を本吉町で開催）、2001年新世紀みやぎ国体等の開催に尽力。日本フェンシング協会理事長、宮城県フェンシング協会会長を歴任した。
2011年5月31日午前3時、心筋梗塞のため逝去、77歳。

## その他
- 千葉卓朗杯ジュニア フェンシング大会は、フェンシングの普及・発展に尽力した千葉の功績を記念し、2015年に第1回が開催された。

千葉が提唱した「ジュニア世代の育成」を目的に、県協会や仙台一高フェンシングOB会の仙台一剣会が主催している。

## 主な成績
選手として
- 1955年：全日本フェンシング選手権大会 エペ3位、フルーレ5位[4]
- 1958年：全日本フェンシング選手権大会 フルーレ優勝
- 1959年：東京国民体育大会一般男子フルーレ優勝

指導歴
- 宮城県高校総体は出典[5][6]を参照。
- インターハイは出典[7]を参照。